# Giōrgos Afroudakīs
Giōrgos Afroudakīs (in greco Γιώργος Αφρουδάκης?; Atene, 17 ottobre 1976) è un pallanuotista greco.

## Biografia
È cresciuto nel Vouliagmeni, squadra con la quale ha vinto due scudetti greci (1997 e 1998), una Coppa delle Coppe nel 1997 ed una Coppa nazionale nel 1999.
Nel 2004 è approdato ad un'altra squadra ateniese, il Panionios, con la quale ha trascorso due stagioni: il 25 novembre 2005 è entrato nella storia della pallanuoto greca segnando a Nea Smirni il suo millesimo gol nel massimo campionato, divenendo così il miglior marcatore di sempre nella storia dello sport ellenico.
Nel 2006 è stato acquistato dall'Olympiakos, la squadra più titolata della pallanuoto greca. Con la polisportiva biancorossa ha vinto tre scudetti (2007, 2008 e 2009) e quattro Coppe nazionali (2006, 2007, 2008 e 2009). Per sei volte (1996, 1999, 2001, 2003, 2006 e 2007) è stato capocannoniere della A1 Ethniki, il massimo campionato greco.
Afroudakīs è stato, ed è, uno dei principali idoli dei tifosi in patria nonché uno dei giocatori simbolo della Nazionale: con la calottina della Nazionale ha partecipato a quattro edizioni dei Giochi olimpici (1996, 2000, 2004 e 2008), raggiungendo lo storico quarto posto ad Atene. Ha inoltre vinto la medaglia d'argento nella Coppa del Mondo nel 1997 ed il bronzo ai Mondiali di Montreal del 2005.
È il fratello maggiore di Chrīstos, compagno di squadra nell'Olympiakos e nella Nazionale. Nonostante sia stato a lungo seguito dalle dirigenze di molte squadre italiane, soprattutto dalla Pro Recco, a differenza del fratello (che ha vestito per due anni la calottina del Posillipo) non ha mai lasciato il suo Paese.

## Caratteristiche tecniche
Centroboa dotato di grande tecnica e potenza, fin dalla giovane età è stato l'indiscussa prima scelta nel suo ruolo. Il suo stile di gioco è di difficile lettura da parte dei difensori, poiché unisce le grandi doti fisiche e tecniche ad una spiccata intelligenza realizzativa: nonostante infatti sia un ottimo procacciatore di espulsioni, ha una percentuale di realizzazione a uomini pari elevatissima per un centroboa. 
Negli anni ha inoltre dimostrato di saper ricoprire egregiamente diversi ruoli come l'esterno difensivo e, occasionalmente, il difensore.